# LLDP
Link Layer Discovery Protocol (LLDP) — протокол канального уровня, позволяющий сетевому оборудованию оповещать оборудование, работающее в локальной сети, о своём существовании и передавать ему свои характеристики, а также получать от него аналогичные сведения. Описание протокола приводится в стандарте IEEE 802.1AB-2009, формально утверждённом в сентябре 2009 года. Протокол не зависит от производителей сетевого оборудования и является заменой аналогичных, но патентованных протоколов, таких как Cisco Discovery Protocol, Extreme Discovery Protocol, Foundry Discovery Protocol, Mikrotik Neighbor Discovery Protocol и Nortel Discovery Protocol (последний также известен как SONMP).

## Применение
Информация, собранная посредством LLDP, накапливается в устройствах и может быть с них запрошена посредством SNMP. Таким образом, топология сети, в которой используется LLDP, может быть получена с управляющего компьютера последовательным обходом и опросом каждого устройства. При этом получаемая информация содержит:
- имя устройства и его описание (описательные поля system name и description в настройках сетевого оборудования);
- имя порта и его описание (port name и description);
- имя VLAN;
- IP-адрес устройства, по которому оно доступно для управления (запросов) по протоколу SNMP;
- функции устройства — коммутация (англ. switching), маршрутизация (англ. routing) и т. п.;
- информация о MAC/PHY;
- параметры объединения каналов (англ. link aggregation).

Используя эту информацию и опрашивая базы данных обнаруженных устройств (MIB), системы управления могут динамически моделировать и отслеживать состояния локальных сетей передачи данных (LAN), а также строить их визуальные схемы для пользователей и администраторов.

## Структура кадра
LLDP-кадры отсылаются оборудованием через все его порты через фиксированные интервалы времени. Каждый кадр содержит так называемый LLDPDU (англ. Link Layer Discovery Protocol Data Unit), являющийся набором TLV-структур. Для LLDPDU TLV определено так:
| +  | Bits 0 — 6 | Bits 0 — 6 | Bits 0 — 6 | Bits 0 — 6 | Bits 0 — 6 | Bits 0 — 6 | Bits 0 — 6 | 7      | 8-15   | 8-15   | 8-15   | 8-15   | 8-15   | 8-15   | 8-15   | 8-15   |
| -- | ---------- | ---------- | ---------- | ---------- | ---------- | ---------- | ---------- | ------ | ------ | ------ | ------ | ------ | ------ | ------ | ------ | ------ |
| 0  | Type       | Type       | Type       | Type       | Type       | Type       | Type       | Length | Length | Length | Length | Length | Length | Length | Length | Length |
| 16 | Value      | Value      | Value      | Value      | Value      | Value      | Value      | Value  | Value  | Value  | Value  | Value  | Value  | Value  | Value  | Value  |

LLDPDU распространяется в Ethernet-кадрах, где multicast MAC адрес пункта назначения — 01:80:c2:00:00:0e, а тип кадра — 0x88cc. Любой LLDP кадр должен начинаться с трёх обязательных TLV-записей:
- chassis ID (идентификатор шасси);
- port ID (идентификатор порта);
- time to live (предписанное время жизни).

За обязательными записями может следовать любое количество дополнительных, а в конце последовательности должна находиться специальная запись end of LLDPDU (окончание LLDPDU). Все допустимые типы TLV определены стандартом IEEE 802.1AB, например, формат для chassis ID следующий:
| +  | Bits 0 — 6              | Bits 0 — 6              | Bits 0 — 6              | Bits 0 — 6              | Bits 0 — 6              | Bits 0 — 6              | Bits 0 — 6              | 7                       | 8-15                    | 8-15                    | 8-15                    | 8-15                    | 8-15                    | 8-15                    | 8-15                    | 8-15                    |
| -- | ----------------------- | ----------------------- | ----------------------- | ----------------------- | ----------------------- | ----------------------- | ----------------------- | ----------------------- | ----------------------- | ----------------------- | ----------------------- | ----------------------- | ----------------------- | ----------------------- | ----------------------- | ----------------------- |
| 0  | Type = 1                | Type = 1                | Type = 1                | Type = 1                | Type = 1                | Type = 1                | Type = 1                | Length                  | Length                  | Length                  | Length                  | Length                  | Length                  | Length                  | Length                  | Length                  |
| 16 | Chassis ID subtype      | Chassis ID subtype      | Chassis ID subtype      | Chassis ID subtype      | Chassis ID subtype      | Chassis ID subtype      | Chassis ID subtype      | Chassis ID subtype      | Chassis ID…             | Chassis ID…             | Chassis ID…             | Chassis ID…             | Chassis ID…             | Chassis ID…             | Chassis ID…             | Chassis ID…             |
| 32 | Chassis ID (continued)… | Chassis ID (continued)… | Chassis ID (continued)… | Chassis ID (continued)… | Chassis ID (continued)… | Chassis ID (continued)… | Chassis ID (continued)… | Chassis ID (continued)… | Chassis ID (continued)… | Chassis ID (continued)… | Chassis ID (continued)… | Chassis ID (continued)… | Chassis ID (continued)… | Chassis ID (continued)… | Chassis ID (continued)… | Chassis ID (continued)… |